# جانا بیگر
جانا بیگر (به انگلیسی: Jana Bieger) ژیمناست زادهٔ ۱۲ نوامبر ۱۹۸۹ میلادی اهل کشور ایالات متحده آمریکا است.